# وی‌دی‌ام-۱۱
وی‌دی‌ام-۱۱ (به انگلیسی: VDM-11) یک ترکیب شیمیایی با شناسه پاب‌کم ۹۸۸۷۷۴۸ است. که جرم مولی آن ۲۵۴٫۱۵ g/mol می‌باشد. شکل ظاهری این ترکیب، روغن طلایی‌رنگ است.